# Cryptocarya cagayanensis
Cryptocarya cagayanensis är en lagerväxtart som beskrevs av Elmer Drew Merrill. Cryptocarya cagayanensis ingår i släktet Cryptocarya och familjen lagerväxter. Inga underarter finns listade i Catalogue of Life.